# Fritz Feld
Fritz Feld, pseudonimo di Fritz Feilchenfeld (Berlino, 15 ottobre 1900 – Los Angeles, 18 novembre 1993), è stato un attore tedesco naturalizzato statunitense.

## Biografia
Apparso in circa 140 film, a partire dagli anni venti, è noto per il film Herbie sbarca in Messico.
Nel 1924 sposò Idea Wickham Von Koppen, da cui si separò dopo appena sei mesi. Nel 1928 partecipò al film A Ship Comes In. Nel 1940 si risposò con l'attrice Virginia Christine con cui rimase fino alla morte. La coppia ebbe due figli: Danny e Steve.

## Filmografia

### Cinema
- Der Golem und die Tänzerin, regia di Rochus Gliese e Paul Wegener (1917)
- A Ship Comes In, regia di William K. Howard (1928)
- Broadway, regia di Pál Fejös (1929)
- La moglie bugiarda (True Confession), regia di Wesley Ruggles (1937)
- Susanna! (Bringing Up Baby), regia di Howard Hawks (1938)
- Spregiudicati (Idiot's Delight), regia di Clarence Brown (1939)
- Vigilia d'amore (When Tomorrow Comes), regia di John M. Stahl (1939)
- Tre pazzi a zonzo (At the Circus), regia di Edward Buzzell (1939)
- I ribelli del porto (Little Old New York), regia di Henry King (1940)
- Questa è la vita (It's a Date), regia di William A. Seiter (1940)
- Tra le nevi sarò tua (Iceland), regia di H. Bruce Humberstone (1942)
- Il fantasma dell'Opera (Phantom of the Opera), regia di Arthur Lubin (1943)
- Il gigante di Boston (The Great John L.), regia di Frank Tuttle (1945)
- Sogni proibiti (The Secret Life of Walter Mitty), regia di Norman Z. McLeod (1947)
- Gianni e Pinotto contro i gangsters (The Noose Hangs High), regia di Charles Barton (1948)
- Devi essere felice (You Gotta Stay Happy), regia di H.C. Potter (1948)
- Corrida messicana (Mexican Hayride), regia di Charles Barton (1948)
- My Girl Tisa, regia di Elliott Nugent (1948)
- L'assedio di fuoco (Riding Shotgun), regia di André De Toth (1954)
- Il mattatore di Hollywood (The Errand Boy), regia di Jerry Lewis (1961)
- Angeli con la pistola (Pocketful of Miracles), regia di Frank Capra (1961)
- Dove vai sono guai! (Who's Minding the Store?), regia di Frank Tashlin (1963)
- I 4 del Texas (4 for Texas), regia di Robert Aldrich (1963)
- 3 sul divano (Three on a Couch), regia di Jerry Lewis (1966)
- A piedi nudi nel parco (Barefoot in the Park), regia di Gene Saks (1967)
- Hello, Dolly!, regia di Gene Kelly (1969)
- Il computer con le scarpe da tennis (The Computer Wore Tennis Shoes), regia di Robert Butler (1969)
- Herbie il Maggiolino sempre più matto (Herbie Rides Again), regia di Robert Stevenson (1974)
- L'uomo più forte del mondo (The Strongest Man in the World), regia di Vincent McEveety (1975)
- I ragazzi irresistibili (The Sunshine Boys), regia di Herbert Ross (1975)
- L'ultima follia di Mel Brooks (Silent Movie), regia di Mel Brooks (1976)
- Tutto accadde un venerdì (Freaky Friday), regia di Gary Nelson (1976)
- Il più grande amatore del mondo (The World's Greatest Lover), regia di Gene Wilder (1977)
- Herbie sbarca in Messico (Herbie Goes Bananas), regia di Vincent McEveety (1980)
- La pazza storia del mondo (History of the World: Part I), regia di Mel Brooks (1981)
- Barfly - Moscone da bar (Barfly), regia di Barbet Schroeder (1987)
- Homer & Eddie (Homer and Eddie), regia di Andrey Konchalovskiy (1989)

### Televisione
- TV Reader's Digest – serie TV, episodio 1x06 (1955)
- L'uomo ombra (The Thin Man) – serie TV, episodio 2x20 (1959)
- Peter Gunn – serie TV, episodio 1x36 (1959)
- General Electric Theater – serie TV, episodio 8x01 (1959)
- Avventure in paradiso (Adventures in Paradise) – serie TV, episodio 3x04 (1961)
- La legge di Burke (Burke's Law) – serie TV, episodio 2x03 (1964)
- Agenzia U.N.C.L.E. (The Girl from U.N.C.L.E.) – serie TV, episodio 1x07 (1966)

## Doppiatori italiani
Nelle versioni in italiano delle opere in cui ha recitato, Fritz Feld è stato doppiato da:
- Gianfranco Bellini in Susanna! (ridoppiaggio), Dove vai sono guai!
- Aldo Silvani ne Il fantasma dell'Opera
- Lauro Gazzolo in L'assedio di fuoco
- Carlo Romano in A piedi nudi nel parco
- Carlo Baccarini ne Il più grande amatore del mondo
- Valerio Ruggeri in Herbie sbarca in Messico